# تهلغي سفلي
تهلغي سفلي (بالفارسية: تهلگی سفلی) هي قرية تقع في قسم عشاير الريفي في إيران. يقدر عدد سكانها بـ 54 نسمة بحسب إحصاء 2016.